# Iosif Păuleț
Iosif Păuleț (Tamásfalva, 1954. október 17. –) román katolikus pap, jászvásári püspök.

## Pályafutása
1979. június 29-én szentelte pappá a Mária mennybevétele székesegyházban Jakab Antal gyulafehérvári segédpüspök.

### Püspöki pályafutása
Ferenc pápa 2019. július 6-án jászvásári püspökké nevezte ki. Augusztus 6-án szentelte püspökké a Mária mennybevétele székesegyházban Petru Gherghel nyugalmazott jászvásári püspök, Ioan Robu bukaresti érsek és Aurel Percă jászvásári segédpüspök segédletével.
Elődjénél, Petru Gherghelnél nyitottabbnak bizonyult a csángók magyar nyelvű szentmisére vonatkozó kérése iránt. A Szent István Egyesület kérelmére 2024-ben engedélyezte magyar nyelvű szentmisék bemutatását Pusztinán.